# Jordan Fuller
Jordan Fuller (Newark, Nueva Jersey, 4 de marzo de 1998) es un jugador profesional estadounidense de fútbol americano que se desempeña en la posición de safety en Los Angeles Rams, equipo de la National Football League (NFL).

## Carrera
Fue seleccionado en la sexta ronda en la Reunión Anual de Selección de Jugadores de la NFL de 2020. Hizo su debut profesional con el equipo Los Angeles Rams, donde lleva jugando cuatro temporadas.